# Толоконцев Олександр Федорович
Олександр Федорович Толоконцев (1889, місто Череповець Вологодської губернії, тепер Вологодської області, Російська Федерація — розстріляний 1937, тепер Російська Федерація) — радянський діяч промисловості, голова Центрального правління державних об'єднаних машинобудівних заводів, голова Головного військово-промислового управління ВРНГ СРСР. Член ВЦВК, ЦВК СРСР. Кандидат у члени ЦК ВКП(б) у 1924—1925 роках. Член ЦК ВКП(б) у 1925—1934 роках.

## Життєпис
Працював токарем лісомеханічного заводу в Череповці Вологодської області.
Член РСДРП з 1914 року.
У 1915 році працював на спорудженні оборонних об'єктів під Псковом.
У 1917 році — член ЦК Спілки металістів. Учасник Жовтневого перевороту 1917 року в Петрограді.
З 1918 по 1919 рік — на відповідальній роботі в Архангельську і в Поволжі.
У 1919—1921 роках — член Ради із військовій промисловості, член Центрального правління артилерійських заводів РРФСР.
У 1920 році — член президії Вищої ради народного господарства (ВРНГ) Української СРР.
До 1921 року — голова ЦК Всеросійської Спілки металістів.
З 1921 року — заступник голови колегії Головного управління металевої промисловості ВРНГ РРФСР.
До 1926 року — голова Центрального правління державних об'єднаних машинобудівних заводів.
У 1926—1929 роках — голова Головного військово-промислового управління ВРНГ СРСР. Очолював переговори з німецькою фірмою Круппа про співпрацю у військовій галузі, зокрема — у виробництві спеціальних сортів сталі для броні танків.
Одночасно, 24 серпня 1926 — 5 січня 1932 року — член президії ВРНГ СРСР.
У 1929—1930 роках — голова Об'єднання загального машинобудування ВРНГ СРСР.
У 1930—1931 роках — начальник Головного управління машинобудівної та металообробної промисловості ВРНГ СРСР. З липня 1931 по 1933 рік — керуючий Всесоюзного об'єднанням металургійного і гірничорудного машинобудування ВРНГ (Народного комісаріату важкого машинобудування) СРСР.
У 1932—1934 роках — член колегії Народного комісаріату важкого машинобудування СРСР.
У серпні 1933 — 1934 року — начальник Головного управління точного машинобудування (Головточмашу) Народного комісаріату важкого машинобудування СРСР.
У 1934—1937 роках — директор Горьковського заводу імені Свердлова.
1937 року заарештований органами НКВС. Засуджений Воєнною колегією Верховного суду СРСР до страти, розстріляний.
Посмертно реабілітований.